# Кагава, Сати
Сати Кагава (яп. 香川 幸 Кагава Сати, неизвестно, Хиросима — XX век) — японский футболист, игравший на позиции нападающего. Выступал за команду Киотского университета и национальную сборную Японии.

## Карьера

### Клубная
В начале своей карьеры играл в чемпионате Японии среди высших школ, дважды — в 1921 и 1922 годах был финалистом этого турнира.
В дальнейшем выступал за команду «Ридзё Сюкю» из Хиросимы, в её составе стал двукратным обладателем Кубка Императора в 1924 и 1925 годах. Вместе с Кагавой за этот клуб играли ряд других футболистов сборной, в том числе Сидзуо Мияма и Наоэмон Симидзу.
В 1925 году Ириэ Усабуро основал футбольную команду в Киотском университете и пригласил туда Кагаву, который стал её капитаном.

### Международная
В 1925 году Кагава попал в состав сборной страны на Дальневосточные игры-чемпионат. Дебютировал 17 мая в матче против сборной Филиппин, выйдя в стартовом составе. Встреча завершилась крупным поражением его команды со счётом 0:4. Во втором матче на турнире японцы уступили команде Китайской Республики.

## Статистика за сборную
| Сборная Японии | Сборная Японии | Сборная Японии |
| Год            | Матчи          | Голы           |
| -------------- | -------------- | -------------- |
| 1925           | 2              | 0              |
| Итого          | 2              | 0              |